# Alpeno
Alpeno o Alpono (in greco antico: Ἀλπηνὸν?) era una polis dell'antica Grecia ubicata nella Locride Epicnemidia.

## Storia
Si trovava nelle zone limitrofe a Melide ed era la prima città che apparteneva ai Locresi. Erodoto la cita nella sua narrazione della battaglia delle Termopili. Alpeno era la città fonte di approvvigionamento di cibo per le loro truppe greche.  Era anche il luogo in cui si trovava Anopea, che fu utilizzata dai persiani per aggirare l'esercito greco comandato da Leonida e arrivare a prendere il passo delle Termopili.
Si trova su una collina che parte dal monte Callidromo e raggiunge il fiume Spercheo, vicino a dove sfocia.